# Bulbophyllum attenuatum
Bulbophyllum attenuatum là một loài phong lan thuộc chi Bulbophyllum.